# Casimir Michou
Pour les articles homonymes, voir Michou (homonymie).
Casimir Michou, né le 29 décembre 1823 à Tannerre-en-Puisaye et mort le 31 juillet 1901 à Essoyes, est un homme politique français, député de l'Aube sous la IIIe République.

## Sources
- « Casimir Michou », dans Adolphe Robert et Gaston Cougny, Dictionnaire des parlementaires français, Edgar Bourloton, 1889-1891 [détail de l’édition]